# Isole Srednego
Le isole Srednego (in russo острова Среднего; in giapponese 摺手岩 : "Surideiwa" ) sono un gruppo di isolotti nella catena delle isole Curili. Amministrativamente appartengono al Severo-Kuril'skij rajon dell'oblast' di Sachalin in Russia.
Le isole e lo stretto omonimo hanno preso il nome da Vasilij Srednij ("Srednego" nel caso genitivo), in russo Василий Михайлович Средний?, assistente alla navigazione del Diana, comandata da Vasilij Michajlovič Golovnin, in russo Василий Михайлович Головнин?, nel 1811. Srednego per primo le avvistò evitando la collisione della nave.

## Geografia
Sono situate pochi chilometri a nord-est delle isole Ušišir. Lo stretto Srednego (пролив Среднего) la separa da Rasšua che si trova 10 km a nord-est. Quattro sono gli isolotti maggiori:
- scogli Čërnye (скалы Чёрные), tre scogli ravvicinati con l'altezza massima di 17 m[1];
- Srednego (скала Среднего), alto 36 m[1];
- segue lo scoglio Chitraja (скала Хитрая), e più a sud, gli scogli Button, Bocman e Mičman (Буттон, Боцман, Мичман).

Le isole appartengono, a quanto pare, alla zona del vulcano delle Ušišir, con il quale hanno una base comune. 
La vegetazione è assente. Vi sono colonie del leone marino di Steller e di callorino dell'Alaska.